# Caveira sobre ossos cruzados

Símbolo químico de perigo para produto tóxico.

A caveira (crânio) sobre ossos cruzados é um símbolo que consiste de um crânio humano e dois ossos longos cruzados juntamente sob o crânio. É geralmente utilizado como um aviso de perigo, normalmente em relação a substâncias tóxicas, tais como produtos químicos mortais (venenos), e eletricidade. Além disso, o crânio é um símbolo importante no militarismo. Desde meados do século XVIII, os símbolos de caveira são oficialmente utilizados nos exércitos europeus. Um dos primeiros regimentos a adotá-los foram os hussardos frídericos em 1741, também conhecidos como "Hussardos da Caveira". A partir dessa tradição, o crânio tornou-se um símbolo crucial nas forças armadas alemãs. Foi utilizado no exército prussiano, após a Primeira Guerra Mundial pelos Freikorps, e na Alemanha nazista pela Wehrmacht e pela SS.

## Adoção pela pirataria

Jolly Roger, bandeira tradicional dos piratas

Variações da caveira e ossos cruzados têm sido usados por diversas forças militares. A mais importante é sobre as bandeiras de piratas, o "Jolly Roger".

## Adoção por sociedades secretas

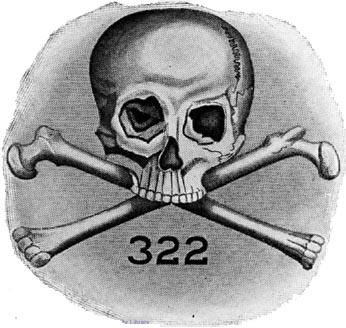
Logo do Skull and Bones

O crânio e ossos cruzados foi usado por muitas fraternidades universitárias estadunidenses e sociedades secretas fundadas nos séculos XIX e XX. O exemplo mais conhecido desse uso é a sociedade Skull and Bones, uma sociedade secreta na Universidade de Yale que deriva o seu próprio nome do símbolo. Outras fraternidades colegiais que usam o crânio e os ossos de alguma forma em seus símbolos públicos incluem, mas não se limitam a: Delta Sigma Pi, Pi Kappa Alpha, Kappa Sigma, Sigma Phi Epsilon, Phi Kappa Sigma Tau Kappa Epsilon, Chi Psi e Zeta Beta Tau e Sigma Sigma Sigma e Chi Omega. Outros grupos fraternais também usam o caveira e ossos cruzados em seu simbolismo e / ou em seus rituais secretos fraternos. Esses grupos incluem os Cavaleiros de Colombo, assim como o grau Cavaleiros Templários da Maçonaria. [carece de fontes?]
No uso nas fraternidades, da caveira e ossos cruzados - juntamente com esqueletos completos e o crânio sozinho - são um tema muito comum devido à sua associação comum com a morte. O significado destes símbolos variam de grupo para grupo. Para alguns, eles são um lembrete simbólico de mortalidade. Para outros, o símbolo tem uma referência religiosa (como acontece com os Cavaleiros Templários Maçônicos, para a qual o crânio e os ossos simbolizam o Gólgota, (o local da crucificação de Jesus). Outro uso comum das fraternidades é um aviso em que a caveira e ossos cruzados simbolizam um terrível aviso contra a trair os segredos do grupo e / ou não de manter o juramento.